# Ribeirão Quilombo
Ribeirão Quilombo är ett vattendrag i Brasilien.   Det ligger i delstaten São Paulo, i den sydöstra delen av landet, 700 km söder om huvudstaden Brasília.
Omgivningarna runt Ribeirão Quilombo är en mosaik av jordbruksmark och naturlig växtlighet. Runt Ribeirão Quilombo är det ganska glesbefolkat, med 39 invånare per kvadratkilometer.